# Aeroportul El Tari
Aeroportul El Tari (IATA: KOE, ICAO: WATT) este un aeroport din Kupang, East Nusa Tenggara⁠(d), Indonezia ce deservește zona Kupang. Aeroportul a fost tranzitat în 2018 de 2.033.039 de pasageri. A fost deschis în 2000.
Situat la o altitudine de 102 m, aeroportul dispune de o singură pistă. Este operat de Angkasa Pura⁠(d).